# Геологія Ірландії
Геологічна будова Ірландії.
Ірландія — розташована майже повністю в системі британських каледонід, які мають півн.-східне простягання.
Виділяються дві зони:
- метаморфічна — кристалічні сланці, гнейси, мігматити і граніти верхнього докембрію;
- неметаморфічна — пісковики, сланці, конгломерати, спіліти і туфи ниж. палеозою.

На геосинклінальних комплексах Північно-Західної Ірландії незгідно залягають орогенні товщі девону та карбону — червонокольорові пісковики, конгломерати, аргіліти, карбонатні та вугленосні породи. На півночі-сході країни розвинуті мезозойські морські відклади та палеогенові платобазальти. На крайньому півдні простягається герцинська зона складена сланцями та вапняками девону і кам'яновугільного періоду.
Розташована у зовнішній частині шельфу Ірландія протягом геологічної історії неодноразово зазнавала морських трансгресій і регресій. Її велика центральна рівнина утворилася під час однієї з трансгресій палеозойської ери. У плейстоцені Ірландія була цілком покрита льодом. З того часу на рівнинах зберігся потужний чохол морени. Ще до початку плейстоцену Ірландія втратила сухопутний зв'язок з Великою Британією: затоплення сухопутного моста сталося задовго до відділення Англії від Франції. Гори, що оточують центральну рівнину, утворилися в різні геологічні періоди і складені різними породами, але практично всюди, за винятком базальтових горбів Антріму, гороутворення відбувалося в палеозойську еру, хоч значні тектонічні рухи виявилися у час альпійського орогенезу. За винятком ділянки, де вапнякова рівнина простягається до Дубліна, вся інша частина східного узбережжя складена силурійськими вапняками. Далі від узбережжя розвинені граніти, які оголюються на західних схилах гір В'їклоу. На півдні і особливо на південному заході переважають червоноколірні пісковики світи Олд-Ред девону. Верхньокам'яновугільні гірські породи домінують в західних графствах Лімерик і Клер. Далі на північ від південного Голуею до північного Мейо розчленований західний берег складений гранітами або метаморфічними породами світи Далред. Останні переважають також в Донеголі, Тайроні та Лондондеррі.
Майже весь Антрім і частина східного Лондондеррі складені вулканічними породами верх. тріасу; показовим прикладом служать базальтові стовпи «Дороги гігантів» на північному березі Антріму, зверненому до Гебридських островів в Шотландії. Деякі з цих островів, передусім Малл і Скай, також мають вулканічне походження і такий же вік. Наймолодші корінні породи Ірландії — третинні глини Лох-Нею.